# Dillon (cantante)
Dominique Dillon de Byington, meglio nota come Dillon (San Paolo, 29 aprile 1988), è una cantautrice e pianista brasiliana, che vive in Germania..

## Biografia
Il suo album di debutto, This Silence Kills, pubblicato nel 2011, è stato elogiato dalla critica, ricevendo un punteggio di 72/100 su Metacritic basato su 5 recensioni. Nel secondo album studio, The Unknown, pubblicato il 31 marzo 2014, Dillon prosegue nello stile del primo album ma rendendolo più cupo, intimo e minimale. Pubblica poi un album live, Live at Haus Der Berliner Festspiele, in cui propone degli arrangiamenti dei lavori precedenti con un coro di voci femminili. Il suo terzo album studio, Kind, è stato pubblicato il 10 novembre 2017 e presenta una svolta nello stile

## Discografia

### Album
- 2011 - This Silence Kills
- 2014 - The Unknown
- 2016 - Live at Haus der Berliner Festspiele
- 2017 - Kind

### Singoli ed EP
- 2008 - Ludwig
- 2012 - Tip Tapping/Abrupt Clarity Remix
- 2013 - You Flesh Against Mine
- 2014 - Lightning Sparked
- 2014 - A Matter of Time